# Malou Holshuijsen
Malou Holshuijsen (Amsterdam, 1987) is een Nederlandse schrijfster, columniste, radio-presentatrice en podcastmaakster.

## Biografie
Holshuijsen werd geboren in een Indisch-Nederlandse familie. Haar grootmoeder was als tiener geïnterneerd in een Jappenkamp en keerde nooit terug naar het latere Indonesië, dat zij niet als haar thuisland zag. Over de transgenerationele trauma's die het Indische verleden met zich meebracht, werd binnen de familie niet gesproken. Nadat haar grootmoeder was overleden ging Holshuijsen naar Indonesië om haar as uit te strooien over een rijstveld op Java.
Op 15-jarige leeftijd zag Holshuijsen onderweg naar school een zwaar verkeersongeluk gebeuren, waar ze een posttraumatische stressstoornis (PTSS) aan overhield. Hierover vertelde ze in interviews dat ze door de Indische zwijgcultuur besloot hierover te zwijgen, en dat ze daardoor een "boze puber" werd; ze gedroeg zich op die manier "om mensen bang te maken". "Dat verdriet heeft zich bij mij heel erg geuit in een etterbak worden", zei ze over het afweermechanisme. "Ik ben liever een etterbak dan kwetsbaar." Ze vertelde dat ze nog altijd last heeft van angsten, onder meer op de fiets, en dat ze als gevolg hiervan geen rijbewijs heeft. Voor haar PTSS onderging ze EMDR-therapie.

### Werk
Holshuijsen werkte voorheen als radio-presentatrice bij Radio Decibel, NPO Radio 1 en NPO Radio 2 (eerst BNNVARA, daarna WNL). Ze is columniste bij Evajinek.nl en AndC. Haar andere stukken publiceerde ze onder meer in de Volkskrant, LINDA., Moesson en Cosmopolitan.
Nadat Holshuijsen de boekpresentatie presenteerde van het boek Het Millennial Manifest (2017, ISBN 9789056254865) bleef ze in gesprek met de drie schrijvers van dat boek, Thijs Launspach, mediator Aik Kramer en documentairemaker Emma Westermann. De gesprekken resulteerden in de podcast OK Millenial die ze met de drie schrijvers in 2019 maakte in voor Het Parool. In hetzelfde jaar maakte ze met Cathelijne Blok (oprichter van feministisch platform TheTittyMag) de podcast Ik zag iets moois, ook voor Het Parool.
Samen met schrijfster en journaliste Roos Schlikker presenteert Holshuijsen sinds mei 2021 voor Dag en Nacht Media de podcast Dit komt nooit meer goed. In februari 2022 begon ze daarnaast samen met schrijfster en journaliste Tatjana Almuli de podcast Tussen dertig en doodgaan.

### Televisie
In de winter van 2018/2019 was Holshuijsen te zien in De Slimste Mens. In maart 2022 en november 2023 was ze te gast in het satirische tv-programma Dit was het nieuws. In 2024 deed Holshuijsen mee aan het televisieprogramma Popquiz Oranje.

### Zachtop lachen
In maart 2021 verscheen Holshuijsens eerste roman Zachtop lachen bij uitgeverij Ambo/Anthos. Het verhaalt over "een jonge vrouw met galgenhumor, een dode Indische oma en een groot talent zich laconiek en luidkeels door het leven te bewegen". Hiermee is het verhaal "een rauwe dialoog tussen een psycholoog en een patiënt-in-ontkenning over een allesbepalend geheim, afgewisseld met het tenenkrommende verhaal van een op het oog zorgeloos bestaan". Belangrijke thema's zijn verdriet, angst, schuldgevoelens en transgenerationeel trauma. Zachtop lachen is grotendeels autobiografisch maar geen non-fictie. De titel van het boek staat voor "jezelf niet overschreeuwen", waarbij Holshuijsen aanvulde 'zachtop lachen' als "veel echter" te ervaren dan hardop lachen.
Het boek is tevens als luisterboek verschenen. De teksten van de psycholoog zijn ingesproken door Paul de Munnik.
In mei 2021, twee maanden na verschijning van het boek, werd bekendgemaakt dat de filmrechten waren verkocht aan Millstreet Films.
Zachtop lachen werd genomineerd voor de Hebban Debuutprijs 2022.

### Alleen en duizend mensen
Holshuijsens tweede boek, de roman Alleen en duizend mensen, verscheen in oktober 2023.

## Persoonlijk leven
Eind 2022 verhuisde Holshuijsen naar Antwerpen.